# Gumare
Gumare es una ciudad situada en el Distrito Noroeste, Botsuana. Se encuentra en el delta del río Okavango. Tiene una población de 8.532 habitantes, según el censo de 2011.